# داريل هورشر
داريل جوزيف هورشر (بالإنجليزية: Darrell Joseph Horcher؛ مواليد 28 يوليو 1987) هو مقاتل فنون القتال المختلطة أمريكي.

## وصلات خارجية
- داريل هورشر على موقع يو إف سي (الإنجليزية)
- داريل هورشر على موقع شيردوغ (الإنجليزية)
- داريل هورشر على موقع IMDb (الإنجليزية)
- داريل هورشر على موقع قاعدة بيانات الفيلم (الإنجليزية)